# 臺中聖賢堂
臺中聖賢堂，台灣鸞堂，位於台中市美德街，1962年創立。主奉關聖帝君，以出版善書為主要事業，最著名的出版品為《地獄遊記》與《天堂遊記》。

## 信仰
主神為關聖帝君，附設元始天尊、觀世音菩薩、濟公、三太子等，信仰三教合一，以儒教為主，道教為輔。經由飛鸞著作善書，屬於鸞堂信仰。

## 歷史
彰化人邱垂堂於1962年在台中市民權路設立聖賢堂，供奉關聖帝君。1965年遭逢火災，房屋燒毀。在房屋重建後，在其頂樓繼續開設神壇。1968年，邱垂堂於中興新村結識草屯惠德宮的王翼漢，聘請草屯惠德宮正鸞林懷益每週定期至聖賢堂主持扶鸞。兩人於1968年於草屯創立鸞友雜誌社，由王翼漢任社長，邱垂堂任副社長，發行鸞書。
1970年，堂址由民權路遷移至台中市福音街租屋處，由林懷益訓練出鸞生陳育守與黃光輝主持扶鸞，分別為智筆與仁筆。鸞友雜誌社也由草屯遷至台中市，由鸞友雜誌社負責發行聖賢堂鸞書。1971年，自行購地建廟，王翼漢之子王奇謀加入為勇筆，由這三人分別主持扶鸞。
1974年，設立烏日天德宮分堂，聖賢堂申請設立財團法人。1975年，勇筆王奇謀入伍服役，陳育守與黃光輝已退休，因無人為正鸞，暫時停乩。1976年，因理念不合，王翼漢另立武廟明正堂，繼續主持鸞友雜誌社。邱垂堂自行創立《聖賢雜誌》，聖賢堂由楊贊儒任聖筆，接任主鸞，恢復定期扶鸞。聖賢雜誌於1978年出版由他扶鸞寫作的《地獄遊記》，之後於1980年出版《天堂遊記》。1978年，劉明學加入為正鸞，稱為賢筆，隔年退休。1979年，蔡溪南加入為正鸞，為天筆。
1981年，正鸞楊贊儒離開，另設聖德宮，自行扶鸞著書。1987年後，因聖賢堂乏人接任主鸞，主要以翻印舊有鸞書出版為主。

## 鸞法源流
聖賢堂的鸞法來自草屯惠德宮，分別由王翼漢與惠德宮正鸞林懷益傳授。王翼漢的鸞法來自鹿港洪月橋，洪月橋於甲午戰爭前，至中國福州參與科舉，由福州帶回鸞法。因洪月橋與王翼漢之父王叔潛為世交，所以傳授給王翼漢。
草屯惠德宮所傳鸞法，經由聖賢堂傳播，成為今日台灣中部鸞法的主要源流之一。台中的重生堂，聖天堂，聖心堂等，皆由聖賢堂分支而成。

## 關帝信仰
民間信仰中有關聖帝君接任玉皇大帝的說法，最早出於《洞冥寶記》。台中聖賢堂於1973年經扶鸞寫成《五教尊共議荐舉關聖帝君受禪玉帝經略》，主張儒道釋耶回五教教主選出關羽接任玉皇大帝。武廟明正堂也出版鸞書提倡這個說法。台灣民間傳說關羽接任玉皇大帝的說法主要來自於此。

## 外部連結
- 台中聖賢堂官網 （页面存档备份，存于）